# Soratja Chansrisukot
Soratja Chansrisukot (Thai: โสรัจจา จันทร์ศรีสุคต; * 16. Februar 1985) ist eine thailändische Badmintonspielerin. 

## Sportliche Karriere
National siegte Soratja Chansrisukot bei den thailändischen Meisterschaften 2008 im Dameneinzel.
International machte sie erstmals auf sich aufmerksam, als sie bei der Welthochschulmeisterschaft 2004 Silber im Dameneinzel hinter Cheng Shao-chieh aus Taiwan gewann. 2007 wurde sie Dritte bei den Südostasienspielen. Bei den Asienspielen 2006 gelangte sie dagegen nur bis ins Achtelfinale. Gold gewann sie bei der Sommer-Universiade 2007 mit dem thailändischen Team. Im Dameneinzel schaffte sie es bei derselben Veranstaltung bis ins Viertelfinale. In der Vorrunde war dagegen schon bei der China Open Super Series 2007 und der Singapur Super Series 2008 Endstation.